# L'Été en hiver (film)

L’Été en hiver est un téléfilm français réalisé en 1964 par François Chalais.

## Synopsis
Jean, grand reporter très demandé, et Diane, actrice, sont mariés depuis trois ans, mais souvent séparés par leurs professions respectives. Ils n’ont pas vécu plus de six mois ensemble. Au cours de l’hiver, ils décident de passer des vacances ensemble à Meschers, afin de revivre les premiers moments de leur relation.

## Fiche technique
- Titre original : L’été en hiver
- Réalisateur : François Chalais
- Scénario : François Chalais assisté de Olivier Ricard et Pierre Fleury
- Musique originale : Didier Boland et Bernard Gandrey-Rety
- Décors : Gérard Dubois
- Ensembliers : Gérard Jondeau et Nelly Pichette
- Directeur de la photographie : Albert Schimel
- Montage : Marcel Mallet
- Format : Noir et blanc
- Dates de sortie :  France : 1964
- Durée : 71 min

## Distribution
- Michel Piccoli : Jean, grand reporter
- Mireille Darc : Diane, actrice
- Albert Dinan : Gaston
- Judith Magre : Sonia Bizet
- Nicole Desailly : Jeanne
- Christine Aurel : Marie
- Carlo Nell : le patron de l'hôtel
- Phuong Loan : la jeune fille
- Odile Ricard : Brigitte
- Marcel Cuminatto : le monsieur
- Gaby Briant

## Autour du film
Ce téléfilm est la deuxième réalisation de François Chalais.